# Regiane Alves
Regiane Kelly Lima Alves (Santo André, 31 de agosto de 1978) é uma atriz brasileira. Ficou conhecida com a mocinha vingativa Clara de Fascinação. Também protagonizou grandes vilãs memoráveis nas novelas de Manoel Carlos, como Clara em Laços de Família, a inesquecível Dóris em Mulheres Apaixonadas e Alice em Páginas da Vida.

## Biografia
Nascida em Santo André, na Região Metropolitana de São Paulo, é filha do supervisor de vendas José Monteiro Alves e da dona de casa Maria Aparecida Lima Alves. Na infância participava de concursos de poesia e festivais de dança no colégio, estando sempre entre os primeiros lugares. No começo da adolescência começou a interessar-se em poder ter uma carreira artística.

### Carreira
Seu sonho de trabalhar com artes cênicas e moda começou aos treze anos, quando começou a investir na carreira artística. Ao vencer concursos de beleza, começou a atuar como modelo fotográfica e de passarela. Nessa época tornou-se a estrela de campanhas publicitárias, comerciais de televisão e capas de revista. Entretanto, devido a sua baixa estatura, 1,66 m, percebeu que não teria êxito nessa profissão, e decidiu parar de desfilar.
Aos 17 anos, ainda querendo ter uma carreira artística, mesmo recém aprovada no vestibular e cursando Comunicação Social, Regiane passou a frequentar um curso de teatro em São Caetano do Sul, cidade próxima a Santo André.
Em 1996 foi morar sozinha no Rio de Janeiro, onde cursou por seis meses a Oficina de Atores da TV Globo, mas foi reprovada no teste para a novela Malhação, e mesmo triste, não desistiu de ser atriz. Voltou para a casa dos pais em Santo André, mas após três meses decidiu morar sozinha em São Paulo. Optou por parar com a faculdade de Comunicação Social, que estava trancada, e passou a estudar Publicidade, porém não concluiu o curso, e continuou no curso de teatro para tentar entrar em alguma novela um dia. Nessa época, já viajava pelo país atuando em peças de teatro.
Em 1998, Regiane passou em um teste, e fez sua primeira telenovela, Fascinação, com papel de protagonista, no SBT. Foi muito elogiada, convencendo os críticos televisivos de que ela poderia fazer outras novelas e teria chances de crescimento. A atriz, ao passar no teste, ficou surpreendida, uma vez que a novela foi originalmente feita para ser exibida no México devido a um acordo entre o SBT e a Televisa, e Regiane achou que teria que morar no país enquanto gravava a novela. Porém, Silvio Santos decidiu exibi-la no Brasil, para concorrer com Torre de Babel da TV Globo. Gravando em São Paulo, a atriz pôde ficar perto de sua família.
Já no ano seguinte fez sucesso como Lili em Meu Pé de Laranja Lima, na Rede Bandeirantes. Em 2000, fez parte do elenco da minissérie A Muralha. Durante esse trabalho fez um ensaio sensual para o site The Girl, do Portal Terra. Nesse mesmo ano fez sua primeira novela na emissora, Laços de Família, já com papel de destaque, interpretando a vilã Clara. Em 2002, interpretou Letícia em Desejos de Mulher. Nesse mesmo ano, fez um ensaio fotográfico sensual para a revista VIP.
Seu reconhecimento como atriz veio em Mulheres Apaixonadas, onde ela interpretou a vilã Dóris. A personagem era uma jovem arrogante e mimada que maltratava e humilhava os avós de inúmeras formas e as cenas acabaram causando comoção nacional. A ação social da novela de Manoel Carlos, na denúncia contra a violência e o preconceito contra os idosos, juntamente com a Campanha da Fraternidade da Igreja Católica de 2003 (Fraternidade e Pessoas Idosas – Vida Dignidade e Esperança) seriam responsáveis pela mobilização nacional que ressuscitaria no Congresso Nacional o projeto de lei que criaria o Estatuto do Idoso que estava paralisado desde 1997.
A elogiada atuação de Regiane, bem como a repercussão e a sensualidade de sua personagem Dóris, lhe rendeu a capa da edição brasileira da Playboy, na edição de aniversário de 28 anos da revista, em agosto de 2003. Também aparece nua no filme Onde Anda Você de 2004. Na vida real, por outro lado, Regiane se diz "tímida", critica a superexposição e que tenta passar discretamente, sem mostrar ou estampar alardes na vida pessoal.
Na novela Cabocla teve destaque com sua personagem Belinha, que fazia par com Neco, interpretado por Danton Mello. Em 2006, Regiane atuou em Páginas da Vida, interpretando Alice, a sua terceira vilã, em mais uma novela do autor Manoel Carlos. Em 2008, atuou na telenovela Beleza Pura onde interpretou a primeira protagonista na TV Globo, a órfã Joana, que comoveu o público. Em 2010, interpretou a personagem Goretti na telenovela Tempos Modernos. Além de atuar na televisão, passou a se dedicar ao teatro e ao cinema. Em 2011, integrou o elenco da novela A Vida da Gente, como a personal trainer Cris.
Em 2013, atuou na novela Sangue Bom, no qual interpretou a jovem batalhadora e insegura Renata. Em 2016, volta às novelas na pele da ambiciosa Beth, em A Lei do Amor. Em 2017, interpreta a prostituta Marli na série Cidade Proibida. Em 2018, interpretou Mariacarla, advogada de caráter duvidoso na novela O Tempo Não Para.
Em 2020, recebeu convite para atuar em nova temporada da novela Malhação. Mas, a pandemia de COVID-19 adiou os planos da produção.
Em 2021, ainda na pandemia, produziu um podcast voltado para mulheres separadas com dicas e curiosidades. Em 2023, após uma participação em Além da Ilusão, uma mulher bissexual que possui relacionamento abusivo através da união com o antagonista Theo (vivido por Emílio Dantas) na novela das 19h Vai Na Fé. Ainda na novela das 19h escrita por Rosane Svartman, a personagem se envolve com a sua personal trainer Helena (Priscila Steinman), principalmente após os atos infiéis do marido.

## Vida pessoal
De 1996 a 1997 morou junto com seu primeiro namorado, Carlos Augusto Nogueira.
Em 2000, namorando há seis meses, foi viver com o assistente de direção André Felipe Binder, a união conjugal durou até 2004.
Em 2005 iniciou um namoro com o músico Thiago Antunes. No mesmo ano foram morar juntos. Em 10 de outubro de 2009, após quatro anos de união estável, oficializaram a união, e a cerimônia foi comemorada em uma casa de festas na Barra da Tijuca. Em maio de 2010 a atriz confirmou seu divórcio do músico.
Ainda em 2010 começou a namorar o cineasta João Duarte Gomez, filho caçula de Regina Duarte. Após um ano de namoro foram morar juntos. Em 2012 oficializaram a união conjugal. Em 26 de abril de 2014, Regiane deu à luz seu primeiro filho, João Gabriel Alves Duarte Gomez. Em 26 de agosto de 2015, deu à luz seu segundo filho, Antônio Alves Duarte Gomez. Seus dois filhos nasceram de parto cesariana, no Rio de Janeiro. Em junho de 2018 o casal divorciou-se. Sobre a separação, a atriz comentou em entrevistas: Entendi que minha família somos eu, meus filhos e meu cachorro.
A atriz não assumiu mais nenhum relacionamento sério após a separação.

## Filmografia

### Televisão
| Ano             | Título                   | Personagem                                            | Notas                                                      |
| --------------- | ------------------------ | ----------------------------------------------------- | ---------------------------------------------------------- |
| 1998            | Fascinação               | Ana Clara Guimarães                                   |                                                            |
| 1998            | Meu Pé de Laranja Lima   | Liliane da Silva (Lili)                               |                                                            |
| 2000            | A Muralha                | Rosália Olinto                                        |                                                            |
| 2000            | Laços de Família         | Clara Lacerda Ferrari                                 |                                                            |
| 2001            | Brava Gente              | Gigi                                                  | Episódio: "O Crime Imperfeito"                             |
| 2001            | Brava Gente              | Branca Luz                                            | Episódio: "Arioswaldo e o Casamento de Sua Mãe Centenária" |
| 2001            | Sítio do Picapau Amarelo | Branca de Neve                                        | Temporada 1                                                |
| 2002            | Desejos de Mulher        | Letícia Miranda Moreno                                |                                                            |
| 2003            | Mulheres Apaixonadas     | Dóris de Souza Duarte                                 |                                                            |
| 2004            | Cabocla                  | Elizabeth de Sousa Pereira Junqueira Caldas (Belinha) |                                                            |
| 2005            | Retrato Falado           |                                                       | Episódio: "Lycia"                                          |
| 2006            | Minha Nada Mole Vida     | Elizandra Peres                                       | Episódio: "Hipnose do Amor"                                |
| 2006            | Páginas da Vida          | Alice Miranda Silveira                                |                                                            |
| 2008            | Beleza Pura              | Joana da Silva Amarante                               |                                                            |
| 2008            | Casos e Acasos           | Aline                                                 | Episódio: "A Ciumenta, o Ciumento e o Ciúme"               |
| 2009            | Exagerados               | Bety                                                  |                                                            |
| 2009            | A Turma do Didi          | Ela mesma                                             | Episódio: "12 de julho"                                    |
| 2010            | Tempos Modernos          | Goretti Cordeiro Bodanski (Gô)                        |                                                            |
| 2011            | A Vida da Gente          | Cristiane Oliveira Macedo (Cris)                      |                                                            |
| 2012            | Guerra dos Sexos         | Jennifer                                              | Episódios: "27–30 de outubro"                              |
| 2013            | Sangue Bom               | Renata Moretti                                        |                                                            |
| 2016            | A Lei do Amor            | Elisabeth Beltrão Tavares (Beth)                      | Episódios: "2 de dezembro–10 de janeiro"                   |
| 2017            | A Lei do Amor            | Elisabeth Beltrão Tavares (Beth)                      | Episódios: "2 de dezembro–10 de janeiro"                   |
| Cidade Proibida | Marli                    |                                                       |                                                            |
| 2018            | O Tempo Não Para         | Mariacarla Borelli                                    |                                                            |
| 2019            | Dança dos Famosos        | Participante                                          | Temporada 16                                               |
| 2022            | Além da Ilusão           | Dirce                                                 | Episódios: "18–20 de junho"                                |
| 2023            | Vai na Fé                | Clara Albuquerque Bastos                              |                                                            |

### Cinema
| Ano  | Título                        | Personagem        | Notas          |
| ---- | ----------------------------- | ----------------- | -------------- |
| 2004 | Onde Anda Você                | Estrela da Luz    |                |
| 2005 | Corpo                         | Helena            |                |
| 2006 | O Dono do Mar                 | Germana           |                |
| 2006 | Zuzu Angel                    | Hildegard Angel   |                |
| 2011 | Retrato Falhado               | Pérola            | Curta-metragem |
| 2014 | O Menino no Espelho           | Odete             |                |
| 2014 | Isolados                      | Renata            |                |
| 2016 | Rodízio - O Filme             | Jessica           | Curta-metragem |
| 2019 | Divaldo - O Mensageiro da Paz | Joanna de Angelis |                |
| 2022 | Uma Pitada de Sorte           | Margô             |                |
| 2025 | Silvio Santos Vem Aí          | Íris Abravanel    |                |

### Videoclipes
| Ano  | Título              | Cantor          |
| ---- | ------------------- | --------------- |
| 2007 | "Dia Branco"        | Thiago Antunes  |
| 2007 | "Velocidade da Luz" | Rodrigo Moratto |

## Teatro
| Ano  | Título                        | Personagem              |
| ---- | ----------------------------- | ----------------------- |
| 2002 | Caminhos de José Brandão      |                         |
| 2005 | Dança Lenta no Local do Crime | Rosie                   |
| 2007 | Ricardo III                   | Lady Anna               |
| 2007 | Mãos ao Alto São Paulo        | Flora                   |
| 2008 | Enfim Nós                     | Fernanda                |
| 2010 | A Garota do Biquíni Vermelho  | Sônia Mamede            |
| 2012 | Festival Home Theatre         | Sandra, Emilia e Isabel |
| 2014 | Amor Perverso                 | Amapola                 |
| 2016 | Para Tão Longo Amor           | Raquel                  |
| 2023 | Nosso Irmão                   | Teresa                  |

## Prêmios e indicações
| Ano  | Prêmio                             | Categoria                               | Trabalho                     | Resultado |
| ---- | ---------------------------------- | --------------------------------------- | ---------------------------- | --------- |
| 2003 | Prêmio Contigo! de TV              | Melhor Atriz Coadjuvante                | Desejos de Mulher            | Indicada  |
| 2003 | Prêmio Qualidade Brasil - SP       | Melhor Atriz Coadjuvante Telenovela     | Mulheres Apaixonadas         | Indicada  |
| 2003 | Prêmio Qualidade Brasil - RJ       | Melhor Atriz Coadjuvante Telenovela     | Mulheres Apaixonadas         | Indicada  |
| 2003 | Melhores do Ano                    | Melhor Atriz Coadjuvante                | Mulheres Apaixonadas         | Indicada  |
| 2003 | Prêmio Leão de Ouro                | Melhor Atriz Coadjuvante                | Mulheres Apaixonadas         | Venceu    |
| 2003 | Meus Prêmios Nick                  | Vilã Favorita                           | Mulheres Apaixonadas         | Venceu    |
| 2004 | Prêmio Contigo! de TV              | Melhor Atriz Coadjuvante                | Mulheres Apaixonadas         | Venceu    |
| 2004 | FestNatal                          | Melhor Atriz Coadjuvante                | Onde Anda Você               | Venceu    |
| 2005 | Prêmio Contigo! de TV              | Par Romântico (com Danton Mello)        | Cabocla                      | Indicada  |
| 2007 | Prêmio Contigo! de TV              | Melhor Atriz                            | Páginas da Vida              | Indicada  |
| 2008 | Prêmio Qualidade Brasil            | Melhor Atriz de Telenovela              | Beleza Pura                  | Indicada  |
| 2013 | Prêmio Quem de Televisão           | Melhor Atriz Coadjuvante                | Sangue Bom                   | Indicada  |
| 2016 | Prêmio Shell                       | Melhor Atriz                            | Para Tão Longo Amor          | Indicada  |
| 2020 | Grande Prêmio Brasileiro de Cinema | Melhor Atriz                            | Divaldo: O Mensageiro da Paz | Indicada  |
| 2023 | Acervo Awards                      | Atriz do Ano                            | Vai na Fé                    | Indicada  |
| 2023 | Prêmio ArteBlitz de Novela         | Melhor Atriz Coadjuvante (voto popular) | Vai na Fé                    | Venceu    |
| 2023 | Prêmio ArteBlitz de Novela         | Melhor Casal (com Priscila Sztejnman)   | Vai na Fé                    | Indicada  |
| 2024 | Prêmio Cenym de Teatro             | Melhor Qualidade Artística              | Nosso Irmão                  | Pendente  |